# STV (テレビチャンネル)
STVは、STVグループが所有するスコットランドの無料放送チャンネルである。中部スコットランドと北部スコットランドのチャンネル3の公共放送局のライセンスで構成されており、以前はそれぞれスコティッシュ・テレビジョン（現在は合法的にSTVセントラル株式会社（STV Central Ltd））とグランピアン・テレビジョン（現在は合法的にSTVノース株式会社（STV North Ltd））として知られていた。
STVブランドは、スコットランド・テレビジョンがその歴史の大部分（特に1970年代と1980年代初頭）で使用したオンエア名を指す。このブランドは、その後も地元の人々の間で会話で使用され続けた。
現代のSTVブランドは、2006年5月30日に採用され、両方のフランチャイズの以前のアイデンティティに取って代わった。STVが2017年に60周年を迎えた際、STV自体と現在は廃止されたSTV2で特別番組が放送され、名前の連続性が実証された。
現在、ITV plcが所有していないチャンネル3ネットワークの唯一の部分である。STVは、ITVのブランディングを行ったり、ITVのネットワークプレゼンテーションを表示したりしない。

## 歴史
2006年3月2日、SMG plc（現：「STV Group plc（STVグループplc）」）は、スコティッシュ・テレビジョンが、1969年のカラー放送開始から1985年8月30日まで使用され、まだ非公式に知られていた「STV」のブランド名に戻すことを発表した。同時に、グランピアン・テレビジョンはSTVノース（STV North）としても知られるようになった。新しい外観のブランディングは2006年5月30日に開始された。
2007年1月、STVセントラル地域の東部と西部向けに別々のニュースサービスを開始し、当初は、平日18:00版『スコットランド・トゥデイ』の5分間のオプトアウトとして開始された。

### 2010年代
2011年5月には、地域のニュース報道が再び拡大され、『STV News at Six』の30分版が別々に開始され、週毎にローカライズされた深夜のニュース放送が配信された。
2013年1月に、グラスゴーとエディンバラでそれぞれ最大12年間、2つのデジタルテレビチャンネルを運営するローカルテレビライセンスを取得した。STVグラスゴーは2014年6月2日に開始され、ローカルニュース、特集、エンターテインメント番組のスケジュールが拡大された。STVエディンバラは2015年1月12日に開始された。2つのチャンネルは後に閉局され、2017年4月に新しい全国ネットワークSTV2を形成するために、他の3つのローカルテレビライセンスと統合された。既存の地域ニュース放送は、メインのSTVセントラルサービスで引き続き放送される。

#### STVローカルチャンネル
2013年、グラスゴーとエディンバラでローカルテレビチャンネルを立ち上げるライセンスを獲得した。STVグラスゴーは2014年6月2日に開始され、STVエディンバラは2015年1月12日に開始された。2017年4月24日から、シティチャンネルは「STV2」にブランド変更され、アバディーン、ダンディー、エアを中心とした新しいフランチャイズと組み合わせて運営された。STV2は、BBCスコットランドとの競争が迫った結果、2018年6月に閉鎖された。

#### ネットワーク化された番組の撤回
2009年7月、スコットランド内で行われる番組に専念する代わりに、『ザ・ビル』、『ドクター・マーティン』、『バーナビー警部』、『名探偵ポワロ』、『オックスフォードミステリー ルイス警部』やその他の多くの有名なITVネットワークドラマのようなネットワーク番組をスケジュールから撤回すると発表した。2008年11月に、『シャープの危機』、『アル・マレーのハッピーアワー』、『動く壁紙』、『ベニドルム』、『アラン・ティッチマーシュ・ショー』など、放送地域でのパフォーマンスが良くないと主張する番組をオプトアウトすると発表して以来、ネットワーク化された番組を削除する慣行は、他の番組に対して放送されていた。ITVのFAカップの報道も削除された。
ITV plcは、STVがこの決定を行ったことでネットワーク契約に違反したと主張し、STVを3,800万ポンドで訴えた。STVは、ITV plcに対して独自の訴訟を起こし、会社には借金があり、サービスのプロモーション広告に不満を持っていると主張した。ITV plcの当時のエグゼクティブチェアマンであるマイケル・グレードは、彼の会社が進行中の論争の「犠牲者」であると主張した。
多くの抗議の中で、同社の最高経営責任者であるロブ・ウッドワードは2009年12月に、STVがネットワーク化されたドラマの一部を削除し、場合によっては輸入された番組、再放送、映画に置き換えたことで「重大な過ち」を犯したことを認めた。2010年8月に発表されたさらなる計画と共に、より多くの地域番組を制作し、ネットワーク化された番組をオプトアウトする計画を継続することを約束した。
2011年4月27日、ITV plcとSTVグループplcは法的紛争を解決し、前者はSTVから1,800万ポンドを受け取った。1,800万ポンドは、同年に支払われる720万ポンドの現金支払いと、ITV plcとのさらなる協議に応じて、年末の番組権利または現金のいずれかで調整された1,080万ポンドで構成される。番組制作権の支払いは、最大1,500万ポンドに制限されている。さらに、STVは2011年に番組のオプトアウトに対して240万ポンドのクレジットを受け取る。STVは、長期にわたる不確実性を終わらせることが株主の最善の利益になると信じていると述べた。両当事者は、将来のためのより協力的な関係の基礎に合意した。
2012年3月、ITVと他のチャンネル3ライセンス所有者との間で、放送局が新しいチャンネル3ネットワークの取り決めを交渉した後、ITVとの商業的関係を変える契約が発表された。この契約により、STVとUTVはネットワークの「系列」になり、ITVコンテンツを放送する権利に対して前払い料金を支払うことになる。当時、ライセンス所有者は、適格な収益のシェアに基づいて、チャンネル3ネットワークコストの一部を支払っていた。同年8月23日、STVはITVとの新しいネットワーク契約が運用中であることを確認した。

### オフコム調査
2010年3月、「デイリー・テレグラフ」は、OfcomがSTVがスコットランド政府にそのスケジュールに影響を与え、ネットワーク化されたシリーズをスコットランドを拠点とする番組に置き換えることを許可したという主張について調査を開始すると報じた。4ヶ月後に公開されたOfcomのレポートでは、STVが長編シリーズに政治的介入を許可したことは明らかだったが、18の短い社会活動番組は、政府機関やイニシアチブからのスポンサーシップによってあまりにも密接に影響を受けていたことが判明した。

## 番組
2つのライセンスは依然として地域番組を制作しているが、両者の唯一の違いは、北部スコットランド（テイサイド地域のオプトアウトを含む）、グラスゴー/西中央スコットランド、エディンバラ/東中央スコットランドに別々のニュース番組を放送するそれぞれのニュース番組『STVニュース』である。南部スコットランドはITV plcが所有するITVボーダー地域の一部であるため、「STVサウス（STV South）」はない。
STVは基本的に2つの地域にまたがる1つのチャンネルであるという事実を強調すると、チャンネルのディレクターは1人（ボビー・ヘイン（Bobby Hain） - 元スコティッシュ・テレビジョンのマネージングディレクター）で、ニュースの責任者は1人である（ゴードン・マクミラン（Gordon MacMillan） - 元スコティッシュ・テレビジョンのニュース責任者）。STVセントラルとSTVノースの両方の更新されたライセンスの条項は、地域のニュース以外の番組が両方のライセンスで共有される（そして同じようにスケジュールされる）ことも意味する。
STVグループの最高経営責任者である各放送局は、週に1時間半のニュース以外の地方番組（北部と中部の両方をカバーする1つの取り決め）を制作する必要があるだけだが、各放送局は長い間、より多くの番組を配信することを目指してきた。
今日、ニュース・時事問題は、STVのチャンネル3のレギュラー番組の大部分を占めており、その中には話題の分析番組『スコットランド・トゥナイト』が含まれている。かつて多くのゲール語番組を制作しており、その一部は現在、『スピーキング・アワ・ランゲージ』や『マヘアー』などのゲール語チャンネルBBC Albaで放映されている。ネットワークの規模では、STVの最も有名な作品の1つは、グラスゴーを舞台にした長期にわたる犯罪ドラマ『タガート』である。

### ニュース
- STV News at Six（2009年 - 現在）

### 時事問題
- スコットランド・トゥナイト（英語版）（2011年 - 現在）

### スポーツ
- スコットスポーツ（英語版）（1957年 - 2008年）
- STVラグビー（英語版）（2009年 - 2012年）
- STVスポーツセンター（英語版）（2010年 - 2011年）

### 特集・ドキュメンタリー
- ザ・ファイブ・サーティ・ショー（英語版）（2008年 - 2009年）
- ジ・アワー（英語版）（2009年 - 2011年）

### エンターテインメント
- キャッチフレーズ（2013年 - 現在）[19]
- ポストコード・チャレンジ（英語版）（2007年 - 2011年）
- ムービージュース（2000年 - 現在）
- ザ・キャッシュ・マシーン（2019年）

### 子供向け
- wknd@stv（英語版）（2009年）

## スタジオ

### STVセントラル
グラスゴーのSTVスタジオは、元々市内のカウカデンズ地区にある旧シアター・ロイヤル（Theatre Royal）にあった。シアター・ロイヤルスタジオからSTVが放送した最初の番組は、1957年8月31日の『ディス・イズ・スコットランド（This is Scotland）』だった。1974年、シアター・ロイヤルをスコティッシュ・オペラ（Scottish Opera）に売却し、完全な劇場と国立オペラハウスに戻し、隣の特注のスタジオに移動した。2006年7月にカウカデンズとの関係は終了し、放送局はパシフィック・クエイのグラスゴー科学センターに隣接する新しい小さなスタジオに移動した。
エディンバラでは、1960年代半ば後半にリース・ウォーク（Leith Walk）のゲートウェイ・シアター（Gateway Theatre）をカラースタジオに改造した。この施設は、1969年にシアター・ロイヤルのスタジオAが火事で全焼し、2人の消防士が死亡した際に特に有用であることが証明された。エディンバラのスタジオは、コストを節約するために1990年代初頭に閉鎖される前に、『テイク・ザ・ハイ・ロード』の恒久的な制作センターになった。STVのエディンバラ拠点は現在、ローカルニュース及び広告業務用の小規模なスタジオで構成されている。2012年4月、エディンバラの事業は市内中心部のジョージ・ストリート（George Street）からファウンテンブリッジの新しいスタジオに移された。

### STVノース
STVノースのアバディーン本社は、2003年6月に市内のタロス地区にある新しい小さなスタジオに移転し、1961年9月にグランピアン・テレビジョンが開局して以来使用されていたトラム車庫を改築した。クイーンズ・クロス（Queen's Cross）複合施設への拡張は、1983年と1987年に行われ、前者は、会社の技術施設への500万ポンドの投資の一環として行われた。
同局が開設された頃、ダンディーにも施設を設立し、その後1980年にオールバニ・ハウス（Albany House）に、1998年にハーバー・チェンバーズ（Harbour Chambers）に移転した。2008年4月、ローカルニュースと広告業務のための新しいダンディースタジオが市内のシーブラエ（Seabraes）地区に開設された。
1983年、その後ストーニーフィールド・ビジネス・パークに移転したインヴァネスのハントリー・ストリート（Huntly Street）にハイランド及び諸島のニュース収集拠点を開設した。1993年にストーノーウェイにスタジオ複合施設が開設され、同局のスコットランド・ゲール語番組制作の拡大に対応した。同スタジオは、ゲール語のニュースサービス『Telefios』が廃止された後、2000年に閉鎖されたが、現在はそのサイトを本社として引き継いだMG Albaの一部となっている。
また、1960年代後半にエディンバラにセカンダリスタジオを設立し、そこから同局のライト・エンターテインメント番組の一部が制作された。同スタジオは1969年に閉鎖されました。

## 子会社チャンネル

### STV HD
2010年4月21日、STVグループplcは、2010 FIFAワールドカップの前に、デジタルテレビでHDチャンネルを開始する意向を発表した。同年6月6日に放送を開始し、当初はブラックヒル、キーラングヒル、ブレッセイの各送信所からFreeviewチャンネル51で放送し、現在はその放送範囲エリア内の全てのポストデジタル切替送信所から放送している。STV HDは、Freeviewの開始直後に、STVの伝送エリアのヴァージン・メディアチャンネル113でも利用できるようになった。このチャンネルは、同年4月2日にスコットランド国境（ITVボーダーがサービスを提供する）、イングランド、ウェールズの視聴者が利用できるようになったITV HDの開始に続くものである。STVグループplcは、BSkyB、Freesat、ITVネットワークと、同チャンネルの最初の立ち上げ後すぐにSky及びFreesat経由でSTV HDを利用できるようにすることを目的として交渉を行っていた。同チャンネルのテストバージョンは、衛星経由で無料で利用できたが、SkyまたはFreesat EPGのいずれにも含まれていなかったため、手動で調整する必要があった。
2013年9月、STVは、Freeviewとヴァージン・メディアで最初にチャンネルを立ち上げてからほぼ4年後の2014年4月から、STV HDがSkyとFreesatで初めて利用可能になることをTwitterで発表した。同年4月28日にFreesatとSkyに追加された。
現在、STV HDは北部、西部、東部、テイサイドの4つの伝送エリアで配信されている。西部地域のみが無料放送され、他の3地域は無料視聴でき、暗号化されており、視聴するには視聴カード（Viewing Card）が必要である。

### STV+1
2011年1月4日、FreeviewはITV +1の開始の詳細を発表し、STVとUTVの両方が独自のタイムシフトサービス、スコットランドと北アイルランドでそれぞれSTV +1とUTV +1を開始する可能性を発表した。STVは後に、同年1月11日20:00にSTV +1を開始することを確認した。このチャンネルは、チャンネル35のFreeview視聴者と、チャンネル114のヴァージン・メディアケーブルの顧客が利用できる。
タイムシフトチャンネルのSTV +1は、衛星のダンディーエリアにサービスを提供するマイクロチャンネル3地域に置き換えられた。STV +1はそれまで衛星で利用できたが、 スカイUKやFreesatチャンネルガイドでは放送されなかった。
FreeviewとヴァージンにはSTV +1の2つの地域バリエーションがある。1つは北部スコットランド、もう1つは中部スコットランドである。北部サービスはアバディーンを拠点とするニュースとコマーシャルを放映し、中部サービスは西部地域のニュース放送とコマーシャルを搬送する。エディンバラのニュース番組は、Central +1サービスで夕方に代用される。
STV +1は、様々なプラットフォームのSTV Playerでストリーミングできる。

## 地域

4つのSTVサブリージョンの地図

STVは、スコットランド中部及び北部にサービスを提供している。STV内で、スコットランドは2つの地域と4つのサブ地域に分割されている。ネットワークと地域の番組は、地域のニュースと広告を除いて、両方の地域で同じである。両方の地域内で、サブリージョンのニュースとコマーシャルを提供するオプトアウトがさらにある。
STVノース（旧：グランピアン・テレビジョン）は、アバディーンに拠点を置き、スコットランド北部にサービスを提供している。この地域の主なニュース番組は『STV News at Six』の北部版で、平日は短い地域ニュース放送（『STVニュース』/『グッド・モーニング・スコットランド』）が放送される。平日18:00のメイン番組には、アバディーン（ノース・イースト、ハイランド、諸島にサービスを提供）とダンディー（テイサイドとノース・イースト・ファイフにサービスを提供）からのローカルオプトアウトが含まれる。2つのサブリージョンは、別のコマーシャルも受け取る。
STVセントラル（旧：スコティッシュ・テレビジョン）は、グラスゴーのSTVグループ本社に拠点を置き、スコットランド中部にサービスを提供している。『STV News at Six』の2つの版が制作され、毎晩エディンバラ（ファイフ、ロージアン、中央スコットランドの一部）とグラスゴー（中央スコットランドの西部とロッホアバー）から放送される。2つのサブリージョンは、別々の深夜のニュース放送とローカルコマーシャルも受け取る。ランチタイムのニュース放送は、週末に北部及び中部地域の汎地域ニュース放送も制作するグラスゴーのニュースルームから中部地域全体に放送される。
全体として、地域とサブリージョンは499万3590人の人口にサービスを提供している。
- STVノース（人口:130万9110人）:
  - STVアバディーン（人口:82万7390人） - アバディーン、アバディーンシャー、ハイランド（ロッホアバー（英語版）を除く）、モーレイ、アウター・ヘブリディーズ、オークニー、シェトランド
  - STVダンディー（人口:48万1720人） - アンガス、ダンディー、ノース・イースト・ファイフ（英語版）、パース、キンロス
- STVセントラル（人口:368万4480人）:
  - STVエディンバラ（人口:119万1030人） - クラックマンナンシャー、イースト・ロージアン、エディンバラ、ファイフ（ノース・イースト・ファイフ（英語版）を除く）、ミッドロージアン、ウェスト・ロージアン
  - STVグラスゴー（人口:249万3450人） - アーガイル・アンド・ビュート、イースト・エアシャー、イースト・ダンバートンシャー、イースト・レンフルーシャー、フォルカーク、グラスゴー、インヴァークライド、ロッホアバー（英語版）、ノース・エアシャー、ノース・ラナークシャー、レンフルーシャー、スターリング、サウス・エアシャー、サウス・ラナークシャー、ウェスト・ダンバートンシャー
- ダンフリーズ・アンド・ガロウェイの地域とスコティッシュ・ボーダーズは、現在ITVボーダー（英語版）によってサービスされている。

## プレゼンテーション

### 2006年
スコットランドとグランピアンの名前が1つの統一された外観であるSTVに交換された2006年まで、有名人の外観はそのままだった。最初のアイデントパッケージは、細長い青い「S」を特徴とし、様々な場所にいるスコットランドの人々が「S」の周りを様々なシーンで人から人へと通過し、ある人がSを画面の中央に配置するまで続いた。

### 2009年
2009年3月23日に更新された外観が導入され、絵葉書のシーンで構成され、右にひっくり返して別のテーマが明らかになった。この反転のペースは速くなり、カメラが引き戻されると、STVのロゴがグラデーションの青い背景に対して形成される。

### 2014年
2014年6月2日に、STVのロゴが少し更新された。ロゴは3Dになり、白い「tv」はグラデーションブルーの三角形に配置され、ライトブルーの曲線が3辺に表示される。「S」の色をグラデーションライトブルーに変更された。

## オンラインプレゼンス
stv.tvは2006年5月に最初に開始され、スコティッシュ・テレビジョンとグランピアン・テレビジョンが合併し、どちらも「STV」になった。ウェブサイトの最初の化身は、新しいSTVロゴといくつかの新しい色を備えた古いスコティッシュ・テレビジョンのウェブサイトだったが、新しい機能を備えた真新しいサイトを立ち上げる作業が舞台裏で進行中だった。
ウェブサイトビルダーのドッグ・デジタル（Dog Digital）は、2006年7月に、スコットランドのオンライン情報とエンターテインメントの主要な情報源となることを目的としており、若い市場バイアスを持つ幅広いスコットランドの視聴者をターゲットにしている新しい外観のサイトの立ち上げを支援した。ドッグの任務は、新しいブランド、ナビゲーション、デジタルマーケティングの設計と統合を、新しいオンラインチャンネルの認知度を高めるためにアクティブ化される大規模なオンラインキャンペーンの形で含む、新しいオンラインチャンネルの戦略的なデジタルマーケティングプランを考案、提供、開発することだった。予想されるニュース、スポーツ、天気、番組のページに加えて、サイトには「stvbingo.tv」、「stvdate.tv」、「stvout.tv」などの独立したセクションもあった。STVは後に、お金を節約する消費者向けのウェブサイトである「PeoplesChampion.com」や、自動車販売及び自動車のサイトである「SmartyCars.com」など、他の機密扱いのサイトに関心を持った。これらのスタンドアロンサイトは全て、後で1つずつ閉鎖された。
2008年8月にウェブサイトのオーバーホールを開始し、オンラインビデオスペシャリストであるブライトコーブ（Brightcove）が開発したオンラインキャッチアップサービス「stv.tv/video」を開始した。今後数ヶ月にわたって、サイトの様々なセクションが新しいレイアウトで更新され、ITVネットワークの番組を含む、より多くの番組ページが作成された。
2009年初頭、新しいオンライン求人募集サービス「stvjobs.com」を開始した。このサイトは、テレビ、ラジオ、映画、オンライン、直接広告、屋外広告など、数百万ポンドのメディアキャンペーンによって支えられた。同ウェブサイトは2013年に閉鎖された。
2009年7月に、サイトのビデオセクションが「STV Player」としてリニューアルされ、ペアレンタルコントロールやテレビスケジュールなどの機能が追加された。
「STV Casino（STVカジノ）」は、ネットプレイTV（NetPlay TV）と提携して、2009年9月に放送とオンラインで開始され、2010年2月に閉鎖された。翌年、STVは2011年7月に別のカジノウェブサイト「STV Live Casino（STVライブ・カジノ）」を立ち上げた。このサイトも閉鎖された。
「STV Holidays（STVホリデイズ）」は、バーヘッド・トラベル（Barrhead Travel）と提携して2011年に開始された。このウェブサイトは後にSTVシリーズに合わせて「ScottishPassport.com」に改名され、その後完全に閉鎖された。
2011年6月、スコットランド全土に超ローカルなウェブサイトのネットワークを構築することを目的としたイニシアチブである「STV Local（STVローカル）」が開始された。最初に立ち上げられたエリアは、エアドリー、ベルシル、コートブリッジ、カンバーノールド、マザーウェル、ウィショーだった。このサービスは、その後2年間でスコットランド全体に展開された。同年後半にアバディーン、ダンディー、エディンバラ、グラスゴーの各都市の専用ウェブサイトが立ち上げられる前に、ローカルサービスは2013年7月に閉鎖された。その後、イニシアチブは静かに取り下げられ、CityのウェブサイトはSTVニュースウェブサイトの関連セクションにリダイレクトされた。
2016年10月、『STVチルドレンズ・アピール』の成功を受けて、「スコティッシュ・チルドレンズ・ロッタリー（The Scottish Children's Lottery）」を開始した。スコティッシュ・チルドレンズ・ロッタリーは、イギリス賭博委員会（UK Gambling Commission）からのライセンスの要件に従って、STVとは独立して運営されていた。同ロッタリーは2021年にMBC ELMリミテッド（MBC ELM Limited）に売却された。
2017年半ばに、STV Playerはstv.tvのホームページになり、ホームページの小さなニュースとコンペティションセクションが削除され、ページのヘッダーとフッターにこれらのページへのリンクが追加された。